# Карл фон Офен
Карл фон Офен (нім. Karl von Oven; 29 листопада 1888, Шарлоттенбург — 20 січня 1974, Зіген) — німецький воєначальник, генерал піхоти вермахту. Кавалер Лицарського хреста Залізного хреста.

## Біографія
Виходець із знатного прусського роду спадкових військовиків. В 1908 році вступив в Прусську армію. Учасник Першої світової війни. В 1919 році звільнений у відставку і вступив в прикордонну охорону Сілезії. В 1923 році вступив у поліцію. В 1935 році перейшов в рейхсвер. В 1937 році призначений командиром  73-го піхотного полку. Учасник Польської кампанії. З 15 листопада 1940 року — командир 56-ї піхотної дивізії. Учасник Німецько-радянської війни, включаючи битву за Москву. З 28 січня 1943 по 25 березня 1944 року — командир 43-го армійського корпусу, з травня 1944 року — 2-го польового єгерського командування. В березні 1945 року відправлений в резерв фюрера і більше не отримав призначення.

## Нагороди
- Залізний хрест 2-го і 1-го класу
- Нагрудний знак «За поранення» в чорному
- Почесний хрест ветерана війни з мечами
- Медаль «За вислугу років у Вермахті» 4-го, 3-го, 2-го і 1-го класу (25 років)
- Застібка до Залізного хреста 2-го і 1-го класу
- Штурмовий піхотний знак в сріблі
- Лицарський хрест Залізного хреста (9 січня 1942)
- Медаль «За зимову кампанію на Сході 1941/42»